# Adicella clotho
Adicella clotho är en nattsländeart som beskrevs av Schmid 1994. Adicella clotho ingår i släktet Adicella och familjen långhornssländor. Artens utbredningsområde är södra Asien. Inga underarter finns listade i Catalogue of Life.